# Поляков, Владимир Николаевич (председатель исполкома)
Влади́мир Никола́евич Поляко́в (5 марта 1930 — 27 октября 2007) — председатель исполкома Ишимбайского городского Совета с 1965 по 1986 год, почётный гражданин города Ишимбая. Один из авторов книги «Чудесный клад» о городе Ишимбае.

## Биография
В 1952 году В. Н. Поляков после окончания Казанского юридического института был направлен в город Ишимбай. Работал следователем, помощником прокурора, заместителем прокурора. В 1954 году избран первым секретарём Ишимбайского горкома ВЛКСМ. В марте 1957 года — заместитель председателя исполкома Ишимбайского городского Совета народных депутатов Хамита Шагибаковича Саитова. В 1965 году В. Н. Поляков стал председателем исполкома Ишимбайского городского Совета народных депутатов, . Олег Васильевич Елисеев возглавил исполком райсовета, а Минияр Бахтиевич Газнанов стал первым секретарем горкома партии. Как отмечал в 2020 году Владимир Прокопов, «это три руководителей города и района успешно работало в течение 15 лет на благо всех ишимбайцев. Это время по праву можно назвать эпохой созидания».
«Мечта моя — войти во время

И встретить с ним иное племя,

Живущих, страждущих, как мы,

Познавших бездны варварства и тьмы,

Ошибки всевозможные свершивших,

Все катастрофы переживших,

Владеющих вопросом и ответом:

„Как жить и оставаться человеком?“»
Внёс значительный вклад в развитие города Ишимбая. При В. Н. Полякове в г. Ишимбае введены в строй Ишимбайская трикотажная фабрика, три крупных машиностроительных предприятия — Ишимбайский экспериментально-механический завод, Ишимбайский завод нефтепромыслового оборудования и Ишимбайский завод транспортного машиностроения, реконструирована Ишимбайская чулочная фабрика, открыты службы быта и коммунального хозяйства, что создало тысячи рабочих мест. Открыты больницы и поликлиники, школы и детские сады, построены жилые дома.
Большое внимание уделялось озеленению города, были открыты парки и скверы. Наряду с Акрамовым и Ахуньяновым основал сквер им. 60-летия ВЛКСМ, находящийся на улице Стахановской, где до недавнего времени стоял памятник Мажиту Гафури. При его руководстве создан парк за рекой Тайрук — Затайрукский лесопарк им. В. Н. Полякова, возле микрорайона Смакаево лично высаживал деревца.
В годы работы В. Н. Полякова председателем исполкома горсовета не было случая, чтобы бюджет города не был выполнен по доходам или расходам. При его руководстве Ишимбай стал одним из самых уютных городов СССР. Ишимбай неоднократно признавался самым благоустроенным городом. Три года подряд (с 1977 по 1979 годы) Ишимбаю вручали переходящее Красное знамя в числе лучших городов России.
В 1986 году покинул пост председателя исполкома Ишимбайского городского Совета народных депутатов, после чего до 1995 года работал заместителем директора по кадрам Ишимбайского завода транспортного машиностроения. Предложил место под строительство Свято-Троицкого храма, находящееся на пересечении улиц Бульварной и Советской.
На пенсии писал стихи. В 2000 году вышел его сборник «Годы, мысли, чувства» из 103-х страниц. В 2005 году город торжественно отметил 75-летие со дня рождения Полякова. Скончался 27 октября 2007 года. Похоронен на городском православном кладбище «2-й километр».

## Образование
- Казанский юридический институт (1952)

## Почётные звания и награды
- Почётный гражданин города Ишимбая[7].

Удостоен пяти правительственных наград, в том числе орденов «Знак Почёта» и Трудового Красного Знамени.